# 薛初古抜
薛 初古抜（せつ しょこばつ、427年 - 484年）は、北魏の軍人。またの名は車輅抜。もとの名は洪祚。本貫は河東郡汾陰県。

## 生涯
薛謹の長男として生まれた。太武帝により初古抜の名を賜った。445年（太平真君6年）、盧水胡の蓋呉が関中で反乱を起こし、薛永宗が汾水のほとりに拠って蓋呉と結んだ。翌年、太武帝が親征して薛永宗を包囲すると、初古抜は郷里の兵を集めて蓋呉と薛永宗の間の連絡を遮断した。反乱が鎮圧されると、初古抜は中散の位を受け、永康侯の爵位を受けた。450年（太平真君11年）、太武帝が南朝宋に対して親征すると、初古抜は従軍して都将となった。翌年、長江の線まで進軍して帰還した。462年（和平3年）、陸真とともに氐の仇傉檀・強免生らを討った。469年（皇興3年）、散騎常侍の位を受け、西河長公主を妻に迎え、駙馬都尉となった。この年、族叔で南朝宋の徐州刺史の薛安都が北魏に帰順すると、初古抜は彭城におもむいて薛安都を迎えた。冠軍将軍・南豫州刺史に任じられた。472年（延興2年）、鎮西大将軍・開府の位を受け、爵位は平陽公に進んだ。482年（太和6年）、河東公に改封された。484年（太和8年）3月、突然の病のために死去した。享年は58。左光禄大夫の位を追贈された。諡は康といった。

## 子女
- 薛胤
- 薛崇業（崇業は字、広平王元懐の郎中令、汝陰郡太守）

## 伝記資料
- 『魏書』巻42 列伝第30
- 『北史』巻36 列伝第24